# Harald Schmid (Politikwissenschaftler)

Harald Schmid (2024)

Harald Schmid (* 1964 in Freudenstadt) ist ein deutscher Politikwissenschaftler und Zeithistoriker.

## Leben

### Beruflicher Werdegang
Schmid absolvierte zunächst eine Verlagsausbildung zum Druckformhersteller. 1987 bis 1991 arbeitete er als freier Journalist für die Südwest-Presse (Redaktion Freudenstadt), die Rheinische Post (Redaktion Duisburg) und die Bergedorfer Zeitung. An der Universität-Gesamthochschule Duisburg und an der Universität Hamburg studierte er von 1988 bis 1995 Sozialwissenschaften, Politikwissenschaft und Geschichte. Seine Diplomarbeit schrieb er über Auschwitz und die Moderne. Deutungen zum Rationalitätsgehalt der nationalsozialistischen Massenvernichtung (1994). Von 1996 bis 1999 war er Promotionsstipendiat der Heinrich-Böll-Stiftung. Er wurde 2001 an der Universität Hamburg zum Dr. phil. promoviert mit der Studie „Die Toten werden noch gebraucht“. Geschichtspolitik und Gedenktage – die Institutionalisierung des 9./10. November 1938 in der politischen Kultur der Bundesrepublik Deutschland. (1999)
Anschließend war Schmid zunächst wissenschaftlicher Mitarbeiter am Hamburger Institut für Sozialforschung (Mitglied des Historikerteams der im November 2001 eröffneten Ausstellung „Verbrechen der Wehrmacht. Dimensionen des Vernichtungskrieges 1941 bis 1944“) und im Historisch-Technischen Museum Peenemünde. Er war in der politischen Erwachsenenbildung tätig (u. a. als Dozent an der Schweriner Akademie für Politik, Wirtschaft und Kultur in Mecklenburg-Vorpommern), als Lehrbeauftragter am Institut für Politikwissenschaft der Universität Hamburg und wissenschaftlicher Mitarbeiter am Historischen Seminar der Christian-Albrechts-Universität zu Kiel. Er war Mitgründer und -gesellschafter der Agentur Clio&Co. Der Geschichtsservice (2007–2017).
Seit 2011 arbeitet Schmid als Historiker bei der Bürgerstiftung Schleswig-Holsteinische Gedenkstätten. In diesem Zusammenhang nimmt er auf Landes- und Bundesebene diverse Funktionen wissenschaftlicher Beratung und politischer Interessenvertretung wahr:
- Auf Bundesebene ist er Mitglied im Vorstand des 2020 gegründeten Verbands der Gedenkstätten in Deutschland e. V. Von  2016 bis 2020 war er Mitglied im Sprecher'innenkreis der Vorgängervereinigung FORUM der Landesarbeitsgemeinschaften der Gedenkstätten, Erinnerungsorte und -initiativen in Deutschland.[4][5][6]
- Auf Landesebene war er bis 2025 stellvertretender Vorsitzender der Landesarbeitsgemeinschaft Gedenkstätten und Erinnerungsorte in Schleswig-Holstein e. V., ferner ist er Mitglied des Sprecherrates des 2018 gegründeten Forums Erinnerungskultur Lübeck[7][8] und diverser Fachbeiräte, u. a. des Beirats „Haus der Geschichte in Schleswig-Holstein“ des Ministeriums für Bildung, Wissenschaft und Kultur des Landes Schleswig-Holstein (2018–2019), der Landeshauptstadt Kiel (seit 2014), der Stadt Schleswig (2021–2023), der Gedenkstätte Henri-Goldstein-Haus Quickborn[9], der Gesellschaft für Schleswig-Holsteinische Geschichte und der Gedenkstätte in der JVA Wolfenbüttel (2021–2024).

Zu seinen Forschungs- und Arbeitsschwerpunkten zählen Geschichtspolitik, Kulturen und Medien des Erinnerns, Gedenkstätten und Erinnerungsorte, regionale Zeitgeschichte und politischer Extremismus. Schmid ist als Autor, Herausgeber, Referent, Gutachter, Moderator und Kurator tätig. So hat er beispielsweise Konzeptionen und Projekte für Gedenkstätten und Erinnerungsorte federführend entwickelt:
- 2011: Gedenkstätten zur Erinnerung an die Zeit des Nationalsozialismus in Schleswig-Holstein. Eine Entwicklungskonzeption[10][11]
- 2015: Entwurf für das Landesgedenkstättenkonzept Schleswig-Holstein[12]
- 2015: Konzept zur Weiterentwicklung der Erinnerungskultur für die Landeshauptstadt Kiel (mit Johannes Rosenplänter und Jens Rönnau)[13]
- 2017: Kuratierung der Dauerausstellung im "Haus der Gegenwart" im Rahmen der Neugestaltung der KZ-Gedenkstätte Husum-Schwesing[14]
- 2013–2027: Mitwirkung an der Neukonzeption der im November 2017 wiedereröffneten KZ-Gedenk- und Begegnungsstätte Ladelund (u. a. Projekt- und Ausstellungskonzept)[15]
- 2020: Infolge einer von Schmid initiierten Petition des von ihm mitgegründeten Initiativkreises Gedenktag 8. Mai in Schleswig-Holstein hat der Schleswig-Holsteinische Landtag im Juni 2020 den 8. Mai 1945 als offiziellen Gedenktag etabliert.[16][17][18]

Schmid hat sich immer wieder auch publizistisch an aktuellen Debatten beteiligt: von der Goldhagen-Debatte über den Aufstieg der NPD bis hin zu Fragen der Erinnerungskultur und Geschichtspolitik. Er zählt auch zu den Unterstützern der Bürgerinitiative Aktion 18. März, die sich für einen Nationalen Gedenktag zur Erinnerung an das herausragende demokratiegeschichtliche Datum der Märzrevolution von 1848 einsetzt.

### Ehrenamtliche Tätigkeit
Von 2001 bis 2004 war er Ehrenamtlicher Richter am Verwaltungsgericht Hamburg; von 2005 bis 2008 amtierte er als Hauptschöffe am Landgericht Hamburg. Schmid war von 2006 bis 2018 Vorstandsmitglied des Arbeitskreises Politik und Geschichte in der Deutschen Vereinigung für Politische Wissenschaft. Seit 2015 ist er Vorstandsmitglied der Heinrich-Böll-Stiftung Schleswig-Holstein e.V.

## Publikationen (Auswahl)
Schmid ist Mitgründer, Mitherausgeber und Redaktionsmitglied des seit 2010 erscheinenden Jahrbuchs für Politik und Geschichte. Von 2009 bis 2013 war er auch Mitherausgeber und Redaktionsmitglied des Jahrbuchs Demokratische Geschichte. Als Redakteur hat er den von 2012 bis 2020 zweimal jährlich veröffentlichten Newsletter Gedenkstätten und Erinnerungsorte in Schleswig-Holstein erstellt.

### Monografien
- Erinnern an den "Tag der Schuld". Das Novemberpogrom von 1938 in der deutschen Geschichtspolitik (Forschungsstelle für Zeitgeschichte in Hamburg, Forum Zeitgeschichte, Band 11), Ergebnisse-Verlag, Hamburg 2001, ISBN 3-87916-062-7 (zugleich Dissertation, Universität Hamburg 1999)
- Antifaschismus und Judenverfolgung. Die "Reichskristallnacht" als politischer Gedenktag in der DDR (Hannah-Arendt-Institut für Totalitarismusforschung: Berichte und Studien, Band 43), V & R Unipress, Göttingen 2004, ISBN 3-89971-146-7
- mit Peter Reichel: Von der Katastrophe zum Stolperstein. Hamburg und der Nationalsozialismus nach 1945 (Forschungsstelle für Zeitgeschichte in Hamburg: Hamburger Zeitspuren, Band 4), Dölling und Galitz, München/Hamburg 2005, ISBN 3-937904-27-1
- mit Henning Borggräfe und Hanne Leßau: Die Wahrnehmung der NS-Verbrechen und ihrer Opfer im Wandel (International Tracing Service, Bad Arolsen: Fundstücke, Band 3), Wallstein, Göttingen 2015, ISBN 3-8353-1744-X

### Herausgeberschaften
- mit Justyna Krzymianowska: Politische Erinnerung. Geschichte und kollektive Identität. Peter Reichel zum 65. Geburtstag, Königshausen & Neumann, Würzburg 2007, ISBN 3-8260-3656-5
- mit Peter Reichel und Peter Steinbach: Der Nationalsozialismus – die zweite Geschichte. Überwindung – Deutung – Erinnerung, C.H Beck-Verlag, München 2009
- Geschichtspolitik und kollektives Gedächtnis. Erinnerungskulturen in Theorie und Praxis (Formen der Erinnerung, Band 41), V & R Unipress, Göttingen 2009, ISBN 978-3-89971-575-0
- Erinnerungskultur und Regionalgeschichte. Martin Meidenbauer, München 2009, ISBN 978-3-89975-169-7
- mit Robert Bohn, Susanne Bohn, Uwe Danker, Sebastian Lehmann und Astrid Schwabe, Dirk Stegmann: Demokratische Geschichte, Jahrbuch für Schleswig-Holstein, Bände 20–23, 2009–2012
- mit Janina Fuge und Rainer Hering: Das Gedächtnis von Stadt und Region. Geschichtsbilder in Norddeutschland (Forschungsstelle für Zeitgeschichte Hamburg: Hamburger Zeitspuren, Band 7), 2. Auflage, München, Hamburg, 2011
- mit Janina Fuge und Rainer Hering: Gedächtnisräume. Geschichtsbilder und Erinnerungskulturen in Norddeutschland (Reihe Zeit + Geschichte der Sparkassenstiftung Schleswig-Holstein, Band 33) (Formen der Erinnerung, Band 56), V & R Unipress, Göttingen 2014, ISBN 3-8471-0243-5
- mit Susanne Ehrlich, Nina Leonhard und Horst-Alfred Heinrich: Schwierige Erinnerung. Politikwissenschaft und Nationalsozialismus. Beiträge zur Kontroverse um Kontinuitäten nach 1945, Nomos, Baden-Baden 2015, ISBN 3-8487-1074-9
- mit Claudia Fröhlich, Horst-Alfred Heinrich und Birgit Schwelling: Jahrbuch für Politik und Geschichte, Bände 1–7, Franz-Steiner-Verlag, Stuttgart, 2010–2019

### Aufsätze, Essays, Interviews
- Die „Stunde der Wahrheit“ und ihre Voraussetzungen. Zum geschichtskulturellen Wirkungskontext von „Holocaust“ , in:  Historical Social Research, 30 (2005) 4, S. 18–28
- Eine Vergangenheit, drei Geschichten. Aufarbeitung der NS-Diktatur: Bundesrepublik, DDR und Österreich, in: Der Bürger im Staat 56 (2006) 3, S. 153–160
- "Beispiellose Tage der deutschen Geschichte". Der nationalsozialistische Überfall auf die deutschen Juden im November 1938, in: Archiv für Sozialgeschichte 49, 2009, S. 615–632
- Sonderzug nach Lübeck oder Der Schah im „Schabbelhaus“. Der „freundliche Abschluss“ des Staatsbesuchs des Schahs von Persien in Schleswig-Holstein am 4. Juni 1967 (unter Mitarbeit von Sebastian Lehmann), in: Demokratische Geschichte. Jahrbuch für Schleswig-Holstein 20 (2009), S. 355–380
- Reform und Geschichte – das Beispiel der Großen Koalition 1966-1969, in: Zeitschrift für Politikwissenschaft 20 (2010) 3-4 , S. 291–325
- „Warum trat keiner für uns ein?“ Ein Blick auf das frühe Nachkriegsgedenken der „Reichsscherbenwoche“, in: Münchner Beiträge zur jüdischen Geschichte und Kultur, 2/2010, S. 24–36
- "Islamophobe sind verbreiteter als Islamisten", Interview mit Maria Sterkl, in: Der Standard, 27.6.2011
- Gedenken, Aufklären, Lernen Gedenkstätten zur Erinnerung an die Zeit des Nationalsozialismus in Schleswig-Holstein – ein Überblick, in: Demokratische Geschichte. Jahrbuch für Schleswig-Holstein, 22 (2011), S. 219–254
- "Die Spuren sind das eine, ihre Deutung das andere". Gedenkorte und die Schwierigkeiten mit der Authentizität, in: punktum, 2/2012
- Warum Frankreichs Nationalfeiertag zeitgemäß ist, in: Die Welt, 12.7.2013
- Stolpersteine, in: museumsmagazin, 3/2014, S. 18f.
- Das Unsichtbare zum Sprechen bringen – Kunst als erinnerungskultureller Akteur, in: Arnold Dreyblatt, Mutheisius Kunsthochschule (Hrsg.): Zeitkapsel - 26 Erinnerungen. Eine Ausstellung im ehemaligen Marinelazarett im Anscharpark Kiel, Kiel 2015, S. 125–129
- Mehr Gegenwart in die Gedenkstätten! Erinnerungsorte in Zeiten des Memory-Drains und der Entpolitisierung, in: Gedenkstättenrundbrief, 03/2015, Nr. 177, S. 11–16
- Der bagatellisierte Massenmord. Die „Reichsscherbenwoche“ von 1938 im deutschen Gedächtnis, in: Rainer Hering (Hrsg.): Die „Reichskristallnacht“ in Schleswig-Holstein. Der Novemberpogrom im historischen Kontext,  Hamburg 2016, S. 343–364
- „Erinnerung kann nicht überleben an einem toten Ort“. Vergegenwärtigung des Nationalsozialismus in Gedenkstätten, in: Jahrbuch für Politik und Geschichte (2016–19), S. 211–251
- Die Novemberpogrome und die Erinnerungskultur – das „Synagogenmonument“ von Margrit Kahl, Hamburger Schlüsseldokumente zur deutsch-jüdischen Geschichte, 24.01.2019
- Befreiung oder Niederlage? 75 Jahre Kriegsende, in: Bundeskanzler Willy-Brandt-Stiftung, 8. Mai 2020
- Von „vergessenen KZs“ zur historisch-politischen Bildung: Gedenkstätten und Erinnerungsorte in Schleswig-Holstein, in: Bürgerstiftung Schleswig-Holsteinische Gedenkstätten (Hrsg.): Gedenkstätten und Erinnerungsorte zur Geschichte des Nationalsozialismus in Schleswig-Holstein. Wegweiser und Bildungsangebote, Redaktion: Harald Schmid, Rendsburg 2020, S. 11–21
- Eine bundespolitische Lobby für über 300 Erinnerungsorte. Verband der Gedenkstätten in Deutschland gegründet, in: Gedenkstätten-Rundbrief 201/2021, S. 34–38
- Mühen der Ebene Zur Erinnerungskultur und Gedenkstättenpolitik, in: Politik & Kultur,. Zeitung des Deutschen Kulturrates, 29.11.2021
- Räume der Vergegenwärtigung. Gedenkstätten am historischen Ort des nationalsozialistischen Terrors, in: Standbein – Spielbein. Museumspädagogik aktuell, Nr. 120, 2/2023, S. 6–15